# Boudewijn Röell
Willem Frederik Boudewijn Röell (Leidschendam, 12 maggio 1989) è un canottiere olandese, vincitore della medaglia di bronzo nell'8 con a Rio de Janeiro 2016.

## Biografia
Agli europei di Siviglia 2013 ha vinto il bronzo nell'otto.
Ai mondiali di Aiguebelette-le-Lac 2015 ha ottentuo il bronzo nell'otto.
Ha rappresentato i Paesi Bassi ai Giochi olimpici estivi di Rio de Janeiro 2016, dove ha vinto la medaglia di bronzo nell'otto con, assieme Dirk Uittenbogaard, Boaz Meylink, Kaj Hendriks, Mechiel Versluis, Olivier Siegelaar, Tone Wieten, Robert Lücken, Peter Wiersum.
Agli europei di Glasgow 2017 ha guadagnato l'argento nell'otto, mentre a quelli Lucerna 2019 è salito sul terzo gradino del podio nella stessa disciplina.
Agli europei di Lucerna 2019 ha vinto il bronzo nel quattro senza.
Si è laureato campione continentale a Poznań 2020 assieme a Jan van der Bij, Sander de Graaf e Nelson Ritsema.
Ha fatto la sua seconda apparizione olimpica a Tokyo 2020 (differti nell'agosto 2021 a causa della pandemia di COVID-19), classificandosi 6º nell'quattro senza, insieme a Jan van der Bij, Sander de Graaf e Nelson Ritsema.

## Palmarès
- Giochi olimpici

Rio de Janeiro 2016: bronzo nell'8.
- Mondiali

Aiguebelette-le-Lac 2015: bronzo nell'8.
- Europei

Siviglia 2013: bronzo nell'8.
Glasgow 2018: argento nell'8.
Lucerna 2019: bronzo nell'8.
Poznań 2020: oro nel 4 senza.